# Lengua de señas coreana
La lengua de señas coreana (en hangul, 한국 수어; en hanja, 韓國手語; romanización revisada, Hanguk Suhwa Eoneo o 한국 수어?, 韓國手語?, Hanguk SueoRR) es la lengua de señas utilizada por comunidades sordas de Corea del Sur. A menudo se le refiere simplemente como suhwa (수화?, 手話?), que designa, en general, la acción de señar.
La lengua de señas coreana es actualmente una de las dos lenguas oficiales de Corea del Sur, junto con la lengua coreana.

## Orígenes
Los orígenes de la lengua de señas coreana datan de 1889, aunque su proceso de estandarización comenzó apenas en el año 2000. La primera escuela surcoreana para sordos fue establecida el 1 de abril de 1913, en Seúl y fue renombrada como la Escuela Nacional para Sordos en 1945, para después cambiar de nombre a Escuela para Sordos de Seúl en 1951.

## Clasificación
A pesar de que los orígenes de la lengua de señas coreana son anteriores al periodo colonial japonés (comenzado de jure en 1910), la lengua desarrolló algunos rasgos en común con la lengua de señas japonesa mientras Corea se mantuvo bajo dominio japonés.  Se considera que la lengua de señas coreana forma parte de la familia lingüística de la lengua de señas japonesa.

## Usuarios
Según el Ministerio de Salud y Bienestar de Corea del Sur, existían 252,779 personas con discapacidades auditivas y 18,275 personas con desórdenes del lenguaje en Corea del Sur hacia 2014. Cifras recientes estiman que el número de personas sordas en Corea del Sur oscila entre 180,000 a 300,000. Esto es aproximadamente  el 0.36%–0.6% de la población de Corea del Sur. 

## Oficialidad
El 31 de diciembre de 2015, la Asamblea Nacional de Corea del Sur aprobó una ley para reconocer la lengua de señas coreana como una de las lenguas oficiales de Corea del Sur. Anteriormente, se había aprobado dos proyectos de ley y dos reglamentos que finalmente fueron fusionados en la Ley Fundamental de la Lengua de Señas Coreana. Esta legislación abrió el paso a una mejoría en el acceso a la educación, el empleo, contextos médicos y legales, así como prácticas religiosas y culturales.
La lengua de señas coreana es normada y catalogada por el Instituto Nacional de la Lengua Coreana, la cual es una agencia normativa del gobierno para la lengua coreana. El INLC, junto con el Ministerio de Cultura, Deportes, y Turismo de Corea del Sur, ha trabajado para estandarizar la lengua de señas coreana desde el año 2000, publicando el primer oficial diccionario oficial en 2005, así como un prontuario de frases en 2012.

## Marcadores funcionales
La lengua de señas coreana, como otras lenguas de señas, incorpora marcadores no manuales con funciones léxicas, sintácticas, discursivas y afectivas. Estos incluyen: levantar y arrugar las cejas, fruncir la frente, sacudir y asentir con la cabeza e inclinar o girar la posición del torso.